# Harriet Sansom Harris
Harriet Sansom Harris (Fort Worth, Texas, 8 de enero de 1955), a menudo acreditada como Harriet Harris, es una actriz estadounidense conocida por sus representaciones teatrales y por sus interpretaciones de Bebe Glazer en Frasier y Felicia Tilman en Desperate Housewives.
Ganó un premio Tony en 2002 como actriz destacada en un musical por su actuación en Thoroughly Modern Millie. Además de la televisión y el teatro, ha hecho varias apariciones en películas, incluyendo Memento, Addams Family Values, Nurse Betty y Phantom Thread.

## Carrera

### Teatro
Harris trabajó extensamente dentro y fuera de Broadway, incluida una actuación en 1989 en Second Stage Theatre en What a Man Weighs. Una de sus actuaciones más destacadas fue en el elenco original de Jeffrey de Paul Rudnick, en el que ella era la única mujer miembro del elenco.
En 1992, Harris hizo su debut en Broadway en Four Baboons Adoring the Sun. Ese mismo año, fue nominada para un Premio Drama Desk por su interpretación en la obra de Broadway Belle, Belle of Byelorussia. En 1993, recibió una segunda nominación al Drama Desk por su actuación en Jeffrey. Ganó un Drama Desk y un premio Tony en 2002 como actriz destacada en un musical por interpretar a la malvada esclavista blanca Mrs. Meers en Thoroughly Modern Millie.
Desde 2005 ha aparecido en varias producciones teatrales en los Estados Unidos. En el verano de 2006, apareció como Vera Charles en la producción de Mame del Kennedy Center junto a Christine Baranski en el papel principal. A principios de 2007, Harris apareció como Amanda Wingfield en la producción de The Glass Menagerie en el Guthrie Theatre. En el verano de 2007, apareció en Broadway en la reposición de la comedia Old Acquaintance de John Van Druten como Mildred Watson Drake con Margaret Colin en el American Airlines Theatre.
En 2007,regresó a Broadway y se unió al elenco del musical Cry-Baby, basado en la película de John Waters del mismo nombre. El espectáculo se presentó en Broadway en el Marquis Theatre el 15 de marzo de 2008 y se inauguró el 24 de abril. La producción fue nominada a Mejor Musical en los Premios Tony de 2008 y luego se cerró el 22 de junio de 2008. Regresó a Broadway como la Madrastra Malvada en Cenicienta en 2013. En 2015, Harris asumió el papel de madre del futuro novio (que secretamente desea que su hijo sea homosexual) en la comedia musical It Shoulda Been You, luchando con Tyne Daly, quien interpretó a la madre de la futura novia. Harris interpretó el papel de Fanny, jefa de la familia Cavendish, en el musical The Royal Family of Broadway en Barrington Stage Company, Massachusetts, en junio de 2018 - julio de 2018.

### Televisión
El trabajo de Harris en Jeffrey la llevó a numerosas apariciones como invitado en televisión, incluido un papel recurrente en la comedia de situación Frasier como la agente de complicidad de Frasier, Bebe Glazer, de 1993 a 2004. Harris coprotagonizó varias series sin éxito, incluidas The 5 Mrs. Buchanans, Union Square, The Beast y It's All Relative, pero interpretó papeles de invitados notables en múltiples series de éxito, incluidas Ghost Whisperer, Murphy Brown, Ally McBeal, Six Feet Under, Frasier y Ellen. Entre ellos estaba su actuación en The X-Files en el episodio de 1993 "Eve" como la Dra. Sally Kendrick y sus clones de "Eve". En 2006, protagonizó la miniserie de Sci-Fi Channel The Lost Room como Margaret Milne. 
En 1989, Harris apareció en el último episodio de Highway to Heaven. Ella era RuthAnn Kifer en el episodio "Feliz Navidad del abuelo" - temporada 5, episodio 13.
Harris interpretó a la hermana de Martha Huber, Felicia Tilman, en la serie dramática de ABC Desperate Housewives en 2004. La narrativa vio a Felicia llegar a Wisteria Lane para descubrir quién estaba detrás del asesinato de su hermana. Pronto llegó a la conclusión de que Paul Young era el responsable, pero antes de que pudiera actuar su venganza, fue atacada por su hijo Zach Young. Para terminar la historia, regresó para la segunda temporada en 2005, que siguió a Felicia mientras planeaba sus actos finales de venganza contra Paul. Ella se fue al final de la segunda serie fingiendo su propio asesinato, incriminando a Paul y enviándolo a prisión. Regresó a Desperate Housewives para la séptima temporada de la serie. Al interpretar al personaje, Harris comentó:

La gente encuentra a Felicia malvada. Creo que está decidida. Es una fanática que persigue un objetivo que nadie quiere que persiga. Y la vuelve realmente excéntrica. Y aunque el hombre al que persigue es el que cometió el asesinato, la gente solo lo considera espeluznante y Felicia siempre se considera malvada. Creo que eso es muy interesante porque él es realmente la mala persona. Ella solo está tratando de que lo atrapen. Pero ella es extrema. Creo que no se detiene cuando otros lo harían. Ella sigue, sigue persiguiendo y creo que eso da miedo. Sigue raspando hasta que finalmente consigue lo que quiere. Y si no lo consigue de una manera, lo hará de otra manera. Ella no se disculpa por ello. A ella no le importa lo que piensen los demás.

En 2018, Harris apareció como Madelyn en el episodio "Sojourn" de American Horror Story: Apocalypse,  y como Adriana en el episodio de Dynasty "Queen of Cups". En enero de 2019 participó en la serie dramática de Netflix Ratched. 

## Filmografía

### Películas
| Year | Title                | Role              | Notes                  |
| ---- | -------------------- | ----------------- | ---------------------- |
| 1992 | Fool's Fire          | Lady Clairce      | Película de televisión |
| 1993 | Addams Family Values | Ellen Buckman     |                        |
| 1996 | Romeo + Juliet       | Susan Santandiago |                        |
| 2000 | Memento              | Mrs. Jankis       |                        |
| 2000 | Nurse Betty          | Ellen             |                        |
| 2005 | Monster-in-Law       | Terapista         |                        |
| 2009 | Moonlight Serenade   | Angelica Webster  |                        |
| 2014 | Love is Strange      | Honey             |                        |
| 2017 | Phantom Thread       | Barbara Rose      |                        |
| 2023 | Jules                | Sandy             |                        |

### Televisión
| Year      | Title                             | Role                          | Notes                                          |
| --------- | --------------------------------- | ----------------------------- | ---------------------------------------------- |
| 1983      | Another World                     | Cathy Harris                  | Episodio: "20 May 1983"                        |
| 1989      | Doctor Doctor                     | Peggy Murtaugh                | Episodio: "The Murtagh Conundrum"              |
| 1989      | Highway to Heaven                 | Ruth Ann Kifer                | Episodio: "Merry Christmas from Granpa"        |
| 1991      | Golden Years                      | Francie Will                  | 2 episodios                                    |
| 1991      | Law & Order                       | Sheila                        | Episodio: "The Troubles"                       |
| 1992      | Law & Order                       | Mrs. Kenny                    | Episodio: "The Corporate Veil"                 |
| 1993      | The X-Files                       | Sally Kendrick/Eves 6, 7, & 8 | Episodio: "Eve"                                |
| 1993      | Lifestories: Families in Crisis   | Cedall                        | Episodio: "Dead Drunk: The Kevin Tunell Story" |
| 1993–2004 | Frasier                           | Bebe Glazer                   | 11 episodios                                   |
| 1994–1995 | The 5 Mrs. Buchanans              | Vivian Buchanan               | 17 episodios                                   |
| 1995      | The Crew                          | Loretta                       | Episode: "The Worst Noel"                      |
| 1997      | Millennium                        | Maureen Murphy                | Episodio: "Loin Like a Hunting Flame"          |
| 1998      | Ally McBeal                       | Cheryl Bonner                 | Episodio: "Happy Birthday, Baby"               |
| 2002      | Six Feet Under                    | Catherine Collins             | Episodio: "In Place of Anger"                  |
| 2003–2004 | It's All Relative                 | Audrey O'Neil                 | 22 episodios                                   |
| 2004      | Quintuplets                       | Ms. Hentschel                 | Episodios: "Shakespeare in Lust"               |
| 2004      | CSI: Crime Scene Investigation    | Eva                           | Episodio: "What's Eating Gilbert Grissom?"     |
| 2005      | Strong Medicine                   | Governor Barbara Curtis       | Episodio: "It Takes a Clinic"                  |
| 2005      | Sex, Love & Secrets               | Dulah                         | Episodio: "Danger"                             |
| 2005–2011 | Desperate Housewives              | Felicia Tilman                | 28 episodios                                   |
| 2006      | Help Me Help You                  | Dave's Mom                    | Episodio: "Pink Freud"                         |
| 2006      | Ghost Whisperer                   | Marilyn Mandeville            | Episodio: "A Grave Matter"                     |
| 2006      | The Lost Room                     | Margaret Milne                | 2 episodios                                    |
| 2010      | American Dad!                     | Mrs. Reagan (voz)             | Episodio: "Return of the Bling"                |
| 2011      | Shake It Up                       | Dr. Pepper                    | Episodio: "Shrink It Up"                       |
| 2012      | Robot and Monster                 | Bea Holder (voz)              | Episodio: "Litterbug/Model Citizen"            |
| 2014      | Submissions Only                  | Theresa Amsworth              | 2 episodios                                    |
| 2014      | Wilfred                           | Lonnie Goldsmith              | 3 episodios                                    |
| 2016      | Supergirl                         | Sinead                        | Episodio: "World's Finest"                     |
| 2018      | Dynasty                           | Adriana                       | Episodio: "Queen of Cups"                      |
| 2018      | American Horror Story: Apocalypse | Madelyn                       | Episodio: "Sojourn"                            |
| 2020      | Hollywood                         | Eleanor Roosevelt             | Episodio: "(Screen) Tests"                     |
| 2020      | Ratched                           | Ingrid                        | 6 episodeios                                   |
| 2020      | Atlantic Crossing                 | Eleanor Roosevelt             | Próxima serie                                  |